# Come Back in One Piece
A Come Back in One Piece Aaliyah amerikai énekesnő és DMX rapper kislemeze. A dal a 2000-ben bemutatott Öld meg Rómeót! című film betétdala volt. A filmben Aaliyah is szerepelt. A kislemezt 2000 márciusában jelentették meg, a filmzenealbum harmadik kislemezeként. Európában dupla A-oldalas kislemezen jelent meg az I Don’t Wanna című dallal, mely az album első kislemeze. A dal részletet használ fel Funkadelic Sir Nose D’Voidoffunk című számából (1977).
A dal nem aratott különösebb sikert az USA-ban, valószínűleg az előző kislemez, a Try Again nagy sikere miatt nem figyeltek fel rá.

## Videóklip
A dal videóklipjét a New York-i Yonkersben vették fel. A klip elején Aaliyah és DMX egy téglafal előtt pózolnak képekhez, majd DMX egy boltban verekedik. Aaliyah három jelenetben énekel, az egyikben a kutyájával látható, egy másikon pitbullt sétáltat a járdán, a harmadikban DMX mellett ül. Ezek közé a jelenetek közé vágtak be olyan jeleneteket, melyeken gyerekek nézik a videóklipet és az Öld meg Rómeót! filmet.

## Számlista
CD kislemez (Európa)
1. Come Back in One Piece (Album version) – 4:18
2. Come Back in One Piece (Instrumental) – 4:14
3. Come Back in One Piece (videóklip)

CD maxi kislemez (Hollandia)
1. I Don’t Wanna (Album version) – 4:14
2. Come Back in One Piece (Radio edit without rap) – 3:41
3. Come Back in One Piece (Main edit) (feat. DMX) – 4:18

12" maxi kislemez (USA)
1. Come Back in One Piece (Clean album version) (feat. DMX) – 4:00
2. Come Back in One Piece (Instrumental version) – 4:14
3. Come Back in One Piece (A cappella) (feat. DMX) – 4:17
4. Come Back in One Piece (Radio edit) – 3:22
5. Come Back in One Piece (Album version) – 4:18
6. Try Again (Timbaland Remix) (feat. Timbaland) – 4:59

## Helyezések
| Slágerlista (2000)                  | Legmagasabb helyezés |
| ----------------------------------- | -------------------- |
| Holland Mega Top 100 kislemez       | 59                   |
| Német Jam FM Charts (25/40)         | 1                    |
| USA Billboard Hot R&B/Hip-Hop Songs | 36                   |
| USA Billboard Rhythmic Top 40       | 39                   |
| USA Billboard Hot 100               | 117                  |